# Alfred Frief
Alfred Frief (* 23. Mai 1836 in Breslau; † 13. Oktober 1893) war ein deutscher Bergbauingenieur und Beamter.

## Leben
Alfred Frief war der Sohn eines Gymnasiallehrers, der bereits 1840 verstarb.  Er besuchte das Maria-Magdalenen-Gymnasium in Breslau bis zum Abschluss 1856. Nach Praktika in verschiedenen Bergwerken Ober- und Niederschlesiens studierte er ab Oktober 1858 an der Universität Breslau. Ab Ostern 1861 setzte er sein Studium an der Berliner Universität sowie an der dortigen Bergakademie fort. Nachdem er kurz auf der Saline Schönebeck tätig gewesen war, kehrte er Ende 1862 nach Schlesien zurück. 1863 absolvierte er sein erstes Staatsexamen, im Folgejahr erfolgte die Ernennung zum Bergreferendar. Während des Deutschen Krieges war Frief für die Verwaltung der Bergreviere Königshütte und Kattowitz zuständig. Danach legte er sein Assessorexamen ab und arbeitete von 1867 bis 1870 als Bergassessor beim Oberbergamt in Breslau. Mit der Einführung der neuen Maß- und Gewichtsordnung 1870 wurde er auf die neu geschaffene Stelle eines Eichungs-Fabrikinspektors für Schlesien berufen. Die ebenfalls neu geschaffene eines Fabrikinspektors für Schlesien besetzte er vier Jahre später. Mit der Einstellung eines Fabrikinspektors für den Regierungsbezirk Oppeln wurde Friefs Tätigkeitsfeld auf die Regierungsbezirke Breslau und Liegnitz beschränkt. 1879 wurde er zum Gewerberat, 1891 zum Regierungs- und Gewerberat ernannt.
Alfred Frief war in verschiedenen Vereinen aktiv, so beispielsweise im schlesischen Zentralgewerbeverein. 1875 trat er in die Schlesische Gesellschaft für vaterländische Kultur ein. Seit 1877 war er Mitglied im Verein Deutscher Ingenieure (VDI). Er war vierzehn Jahre lang Vorsitzender des VDI-Bezirksvereins Breslau. Mehrmals vertrat er seinen Bezirksverein im VDI-Vorstandsrat. In den Jahren 1892 und 1893 gehörte er dem Vorstand des Gesamtvereins an. Bei der Schlesischen Gewerbeausstellung 1881 war er Vorsitzender des Preisgerichts.
Alfred Frief war seit 1871 mit Emilie, geborene Guttmann, verheiratet, mit der er sieben Kinder hatte. Er wurde auf dem Friedhof St. Bernhardin in Rothkretscham beigesetzt.
Die Gewerbevereine in Breslau und Schweidnitz ernannten Frief jeweils zu ihrem Ehrenmitglied.

## Werk
- Die wirthschaftliche Lage der Fabrikarbeiter in Schlesien und die zum Besten derselben bestehenden Einrichtungen. Maruschke & Berendt, Breslau 1876.